# Archidiocèse de Nankin

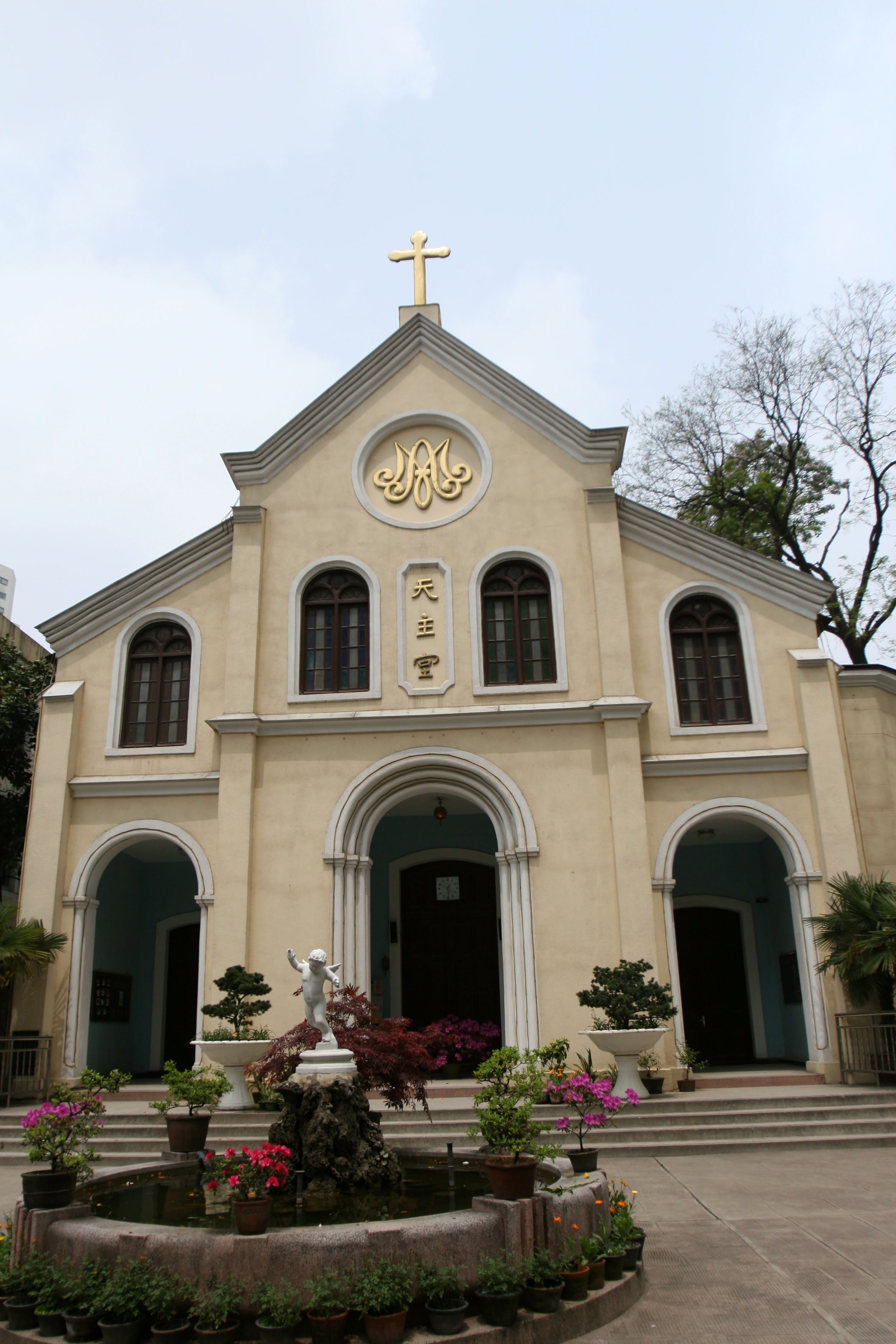
Vue de la cathédrale de Nankin

L'archidiocèse de Nankin (en latin: Archidiocoesis Nanchinensis) est un siège métropolitain de l'Église catholique de Chine. Il comptait, en 1950, 32 536 baptisés sur six millions d'habitants. Il est actuellement vacant.

## Territoire
L'archidiocèse se trouve dans une partie de la province de Jiangsu. Son siège se trouve dans la ville de Nankin, à la cathédrale de l'Immaculée-Conception.

## Historique

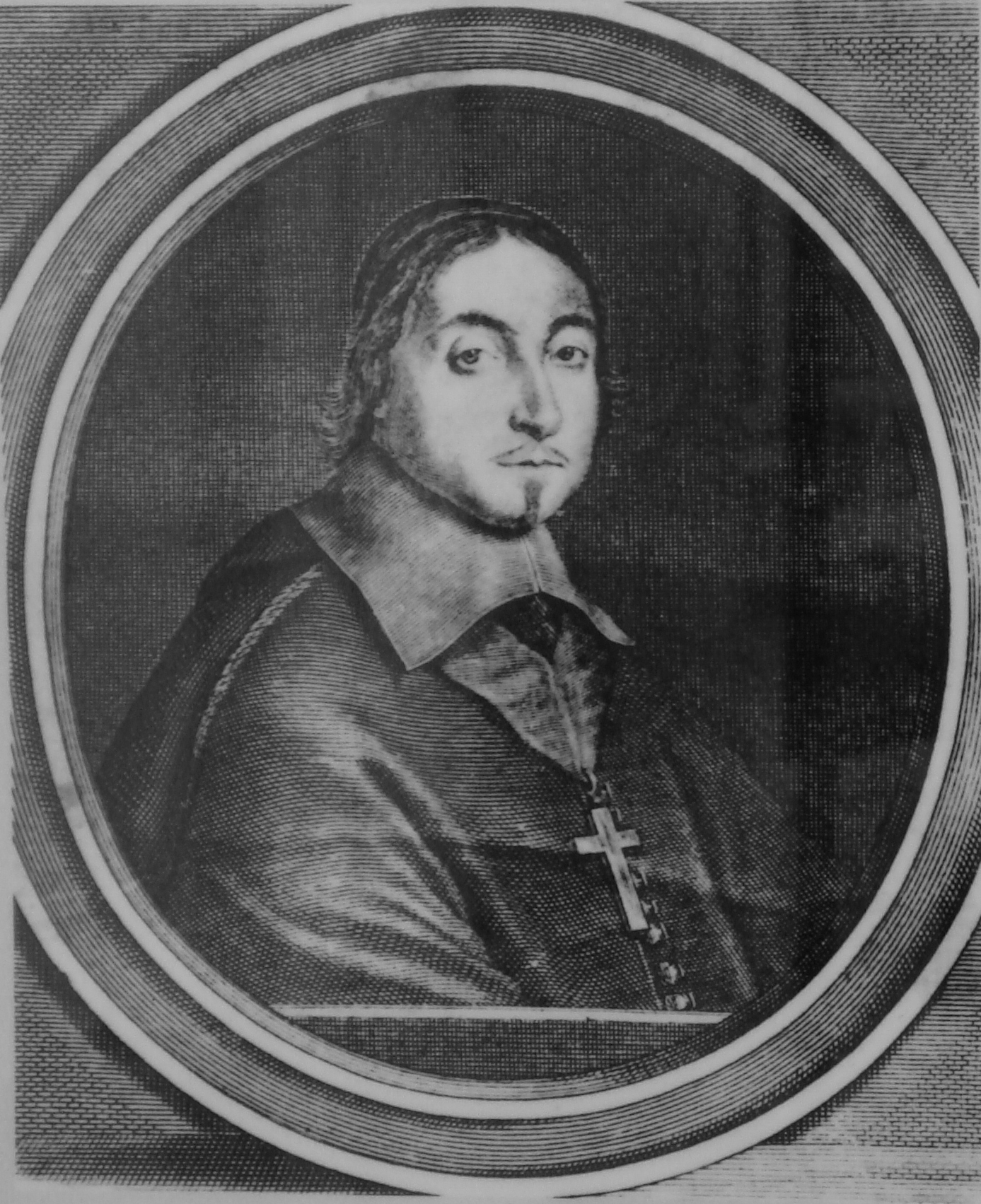
Ignace Cotolendi (vicaire apostolique de Nankin)

C'est en 1659 que fut érigé le vicariat apostolique de Nankin, détaché du diocèse de Macao. Le pape Alexandre VIII, par la bulle Romanus pontifex du 11 avril 1690, cède une partie de son territoire, pour la création du diocèse de Pékin (aujourd'hui archidiocèse), puis il fut élevé au rang de diocèse. Au début, c'était un siège suffragant de l'archidiocèse de Goa.
Le 15 octobre 1696, il cède encore une partie de son territoire à l'avantage des nouveaux vicariats apostoliques du Tchékiang (aujourd'hui diocèse de Ningbo), Fokien (aujourd'hui archidiocèse de Fuzhou), de Houkwang (aujourd'hui archidiocèse d'Hankou), du Kiang-si (aujourd'hui archidiocèse de Nanchang), du Koué-Tchéou (aujourd'hui archidiocèse de Guiyang (en)) et du Yunnan (aujourd'hui archidiocèse de Kunming).
En 1844, il cède une partie de son territoire pour le nouveau vicariat apostolique du Ho-nan, (aujourd'hui diocèse de Nanyang). Le diocèse de Nankin est déclassé en 1856 au rang de vicariat apostolique, recevant le nom de vicariat apostolique du Kiang-nan qui cède une partie de son territoire, le 8 août 1921, pour l'érection du vicariat apostolique d'Anhui (aujourd'hui diocèse de Wuhu), assumant alors le nom de Kiangsu. Il change son nom en vicariat apostolique de Nankin, le 1er mai 1922.
En 1926, 1931 et 1933, le vicariat apostolique de Nankin cède encore des territoires pour le nouveau vicariat apostolique d'Haimen, de la préfecture apostolique de Xuzhou, et du vicariat apostolique de Shanghai. Toutes ces circonscriptions sont aujourd'hui des diocèses.
Le vicariat apostolique de Nankin est élevé au statut d'archidiocèse métropolitain par la bulle Quotidie Nos de Pie XII, le 11 avril 1946.

## Évêques
- Ignace Cotolendi, mep, 20 septembre 1660 - 16 août 1662, décédé, également évêque titulaire de Métellopolis (de)
- Grégoire Luo Wen-zao (Lopez), op, 4 janvier 1674 - 27 février 1691, décédé
- Jean-François de Nicolais ofm, 1691 - 20 octobre 1696, nommé vicaire apostolique d'Houkwang
- Alessandro Ciceri, sj, 25 janvier 1694 - 22 décembre 1703, décédé
- Antonio de Silva, sj, 1707 - ?
- Antonio Paes Godinho, sj, 11 février 1708 - 11 février 1721
- Emmanuel de Jésus-Marie-Joseph, ofm, 12 février 1721 - 6 juillet 1739, décédé
- François de Sainte-Rose-de-Viterbe, ofm, 26 novembre 1742 - 21 mars 1750, décédé
- Gottfried von Laimbeckhonen, sj, 15 mai 1752 - 22 mai 1787, décédé
- Cayetano Pires Pireira, cm, 20 août 1804 - 2 novembre 1838, décédé
- Louis-Marie de Bési, administrateur apostolique, 19 décembre 1839 - 1847, rentre en Europe
- Francesco Xavero Maresca, ofm, 9 juillet 1848 - 2 novembre 1855, décédé
- André-Pierre Borgniet, sj, 24 avril 1859 - 31 juillet 1862, décédé
- Adrien Languillat, sj, 9 septembre 1864 - 30 novembre 1878, décédé
- Valentin Garnier, sj, 21 janvier 1879 - 14 août 1898, décédé
- Jean-Baptiste Simon, sj, 7 janvier 1899 - 18 août 1899, décédé
- Prosper Paris, sj, 6 avril 1900 - 13 mai 1931
- Auguste Haouissée, sj, 13 mai 1931 - 13 décembre 1933, nommé vicaire apostolique de Shanghai
- Paul Yü Pin, 7 juillet 1936 - 16 août 1978, décédé